# Jagodina
Jagodina (tiếng Serbia: Јагодина) là một thành phố ở miền trung Serbia cách Beograd 136 km bên hai bờ sông Belica. Thành phố Jagodina có diện tích km2, dân số là người (theo điều tra dân số Serbia năm 2002) còn dân số cả khu tự quản là người. Đây là thủ phủ hành chính của quận Pomoravlje.

## Khu tự quản
Khu tự quản Jagodina gồm các khu định cư sau:
- Jagodina
- Bagrdan
- Belica
- Bresje
- Bukovče
- Bunar
- Vinorača
- Voljavče
- Vranovac
- Vrba
- Glavinci
- Glogovac
- Gornje Štiplje
- Gornji Račnik
- Deonica
- Dobra Voda
- Donje Štiplje
- Donji Račnik
- Dragocvet
- Dragoševac
- Dražmirovac
- Duboka
- Ivkovački Prnjavor
- Jošanički Prnjavor
- Kalenovac
- Kovačevac, Jagodina
- Kolare
- Končarevo
- Kočino Selo
- Lovci
- Lozovik
- Lukar
- Majur
- Mali Popović
- Medojevac
- Međureč
- Miloševo
- Mišević
- Novo Lanište
- Rajkinac
- Rakitovo
- Ribare
- Ribnik
- Siokovac
- Slatina
- Staro Lanište
- Staro Selo
- Strižilo
- Topola
- Trnava
- Crnče
- Šantarovac
- Šuljkovac